# Blinding Lights
Blinding Lights è un singolo del cantante canadese The Weeknd, pubblicato il 29 novembre 2019 come secondo estratto dal quarto album in studio After Hours.
È stato riconosciuto col Juno Award al singolo dell'anno.

## Promozione
The Weeknd ha eseguito Blinding Lights per la prima volta al Late Show with Stephen Colbert il 6 dicembre 2019, dopo essersi esibito con Heartless allo stesso talk show il giorno prima. Il brano è stato eseguito nuovamente al Jimmy Kimmel Live! il 22 gennaio 2020.

## Accoglienza
Il brano ha ottenuto prevalentemente recensioni positive. Stereogum ha eletto Blinding Lights la 32ª miglior canzone del 2019. Nel discutere la posizione del brano in tale lista, Chris DeVille ne ha elogiato l'estetica e le sonorità che richiamano gli anni ottanta.

## Video musicale
Il video è il seguito del singolo precedente Heartless ed è stato sponsorizzato da Mercedes-Benz. Girato nel novembre 2019 tra la Downtown di Los Angeles e Fremont Street a Las Vegas, il regista, Anton Tammi, si è ispirato ai film Paura e delirio a Las Vegas, Joker e Casinò.
Il 5 maggio 2020 è stato reso disponibile il videoclip per la versione remix realizzata dai Chromatics.

## Tracce
Testi e musiche di Max Martin, Oscar Holter, Abel "The Weeknd" Tesfaye, Ahmad Balshe e Jason "DaHeala" Quenneville.
CD, MC, 7", 12", download digitale, streaming – 1ª versione
1. Blinding Lights – 3:21

Download digitale, streaming – Major Lazer Remix
1. Blinding Lights (Major Lazer Remix) – 3:17

CD, MC, 12" – 2ª versione
1. Blinding Lights – 3:20
2. Blinding Lights (Major Lazer Remix) – 3:18
3. Blinding Lights (Acapella) – 3:22
4. Blinding Lights (Instrumental) – 3:22

Download digitale, streaming – Remix
1. Blinding Lights (con Rosalía) (Remix) – 3:36

## Formazione
Hanno partecipato alle registrazioni, secondo le note di copertina:
Musicisti
- The Weeknd – voce, cori
- Max Martin – basso, batteria, chitarra, tastiera, programmazione
- Oscar Holter – basso, batteria, chitarra, tastiera, programmazione

Produzione
- Max Martin – produzione
- Oscar Holter – produzione
- Șerban Ghenea – missaggio
- John Hanes – assistenza al missaggio
- Dave Kutch – mastering
- Kevin Peterson – assistenza al mastering
- Cory Bice – assistenza alla registrazione
- Jeremy Lertola – assistenza alla registrazione
- Sean Klein – assistenza alla registrazione
- Shin Kamiyama – ingegneria del suono
- Sam Hollan – ingegneria del suono
- Michael Ilbert – ingegneria del suono

## Successo commerciale
Secondo l'International Federation of the Phonographic Industry Blinding Lights è risultato il brano più venduto a livello globale nel corso del 2020 con un totale di 2,72 miliardi di stream equivalenti, a cui se ne sono aggiunti altri 1,61 miliardi l'anno successivo.
Il 1º gennaio 2023 il singolo è diventato il più riprodotto di sempre su Spotify con oltre 3,33 miliardi di ascolti, battendo il record detenuto in precedenza da Shape of You di Ed Sheeran. L'anno successivo è stato anche il primo a superare la soglia dei 4 miliardi di stream nella storia della piattaforma.
Nel giugno 2025 è stato uno dei due singoli ad aver completato un'intera run chart (250 settimane) all'interno della Billboard Global 200, basata sul consumo di musica rilevato da Luminate Data.

### Stati Uniti d'America
Blinding Lights ha debuttato all'11ª posizione della classifica statunitense nella pubblicazione del 14 dicembre 2019, grazie a 24 000 copie digitali e 24,8 milioni di riproduzioni in streaming. Nella sua dodicesima settimana di permanenza in classifica, il brano è entrato nella top ten dopo essere salito di 2 posizioni, diventando la 10ª entrata dell'interprete ad eseguire tale risultato. Nella stessa settimana ha accumulato 19,4 milioni di stream, un incremento del 11% rispetto alla settimana precedente. Nella pubblicazione del 28 marzo, il brano ha raggiunto la 2ª posizione, rimanendo tuttavia bloccato da The Box di Roddy Ricch. La settimana successiva, in seguito all'uscita di After Hours, è salito alla cima della classifica statunitense, diventando il quinto singolo al numero del cantante nella stessa. Nel corso della settimana, ha venduto 15 000 copie digitali, ha accumulato 82,2 di audience radiofonica ed ottenuto 32,1 milioni di stream, registrando un aumento degli stream del 54% rispetto alla pubblicazione precedente.
Dopo aver trascorso due settimane in vetta alla classifica, la canzone è stata spodestata da Toosie Slide di Drake, divenendo tuttavia la quarta numero uno del cantante nella Radio Songs grazie a 104,7 milioni di audience radiofonica, registrando così un aumento del 7% degli ascoltatori radiofonici rispetto alla settimana precedente. È rimasto al vertice di tale classifica per otto settimane ed ha raggiunto la prima posizione della Adult Top 40 nella pubblicazione del 23 maggio 2020, divenendo la prima canzone dell'interprete ad eseguire tale risultato.
Durante la prima metà del 2020 è risultato il brano più venduto in pure, il 2º più riprodotto in streaming e il 3º più ascoltato in radio in territorio statunitense. Ha poi conquistato la vetta della classifica annuale, dove è risultato il 2º brano più venduto in termini di vendite pure, dietro a Dynamite dei BTS, e il 2º più ascoltato in radio, dietro a Circles di Post Malone, nonché il 3º con più stream a livello nazionale.
A settembre 2021 Blinding Lights ha totalizzato 90 settimane all'interno della classifica statunitense, di cui 57 in top ten, battendo il precedente record di Circles di Post Malone per il maggior numero di settimane tra i primi dieci posti e guadagnandosi il titolo di brano più duraturo nella storia della classifica, sorpassando Radioactive degli Imagine Dragons. Ha mantenuto tale record fino ad ottobre 2022, quando è stato superato da Heat Waves dei Glass Animals con le sue 91 settimane di permanenza nella Hot 100.

### Europa
In Italia il singolo ha raggiunto la prima posizione della Top Singoli nella settimana di pubblicazione dell'album, divenendo il primo del cantante a conseguire questo traguardo. Ha inoltre trascorso due settimane consecutive in vetta alla classifica italiana radiofonica EarOne. Nella classifica annuale dei brani più trasmessi dalle radio si è piazzato al 3º posto.
Nella classifica britannica dei singoli, il brano ha esordito al numero 12 nella sua prima settimana di pubblicazione grazie a 29 074 unità di vendita. Nella sua sesta settimana nella Official Singles Chart, il brano ha raggiunto la 10ª posizione grazie a 27 679 vendite, diventando il nono brano di The Weeknd ad entrare in top ten. Tre settimane dopo, il brano è salito alla 2ª posizione con 57 325 vendite, rimanendo bloccato da Before You Go di Lewis Capaldi. La settimana seguente è salito alla cima della Official Singles Chart, diventando il primo singolo di The Weeknd ed eseguire tale risultato nel Regno Unito.

## Classifiche

### Classifiche settimanali
| Classifica (2020-23)  | Posizione massima |
| --------------------- | ----------------- |
| Argentina             | 11                |
| Australia             | 1                 |
| Austria               | 1                 |
| Belgio (Fiandre)      | 1                 |
| Belgio (Vallonia)     | 1                 |
| Bielorussia           | 90                |
| Bulgaria              | 1                 |
| Canada                | 1                 |
| Colombia              | 13                |
| Corea del Sud         | 136               |
| Costa Rica            | 5                 |
| Croazia               | 1                 |
| Danimarca             | 1                 |
| Estonia               | 1                 |
| Finlandia             | 1                 |
| Francia               | 1                 |
| Germania              | 1                 |
| Grecia                | 1                 |
| India                 | 8                 |
| Irlanda               | 1                 |
| Islanda               | 1                 |
| Italia                | 1                 |
| Kazakistan            | 37                |
| Lettonia              | 2                 |
| Libano                | 2                 |
| Lituania              | 1                 |
| Malaysia              | 2                 |
| Messico               | 2                 |
| Moldavia              | 66                |
| Norvegia              | 1                 |
| Nuova Zelanda         | 1                 |
| Paesi Bassi           | 1                 |
| Panama                | 21                |
| Perù                  | 30                |
| Polonia               | 1                 |
| Portogallo            | 1                 |
| Regno Unito           | 1                 |
| Repubblica Ceca       | 1                 |
| Repubblica Dominicana | 35                |
| Romania               | 7                 |
| Russia                | 2                 |
| Singapore             | 1                 |
| Slovacchia            | 1                 |
| Slovenia              | 1                 |
| Spagna                | 5                 |
| Stati Uniti           | 1                 |
| Sudafrica             | 3                 |
| Svezia                | 1                 |
| Svizzera              | 1                 |
| Ucraina               | 3                 |
| Ungheria              | 1                 |
| Vietnam               | 9                 |

### Classifiche di fine anno
| Classifica (2020) | Posizione |
| ----------------- | --------- |
| Australia         | 1         |
| Austria           | 1         |
| Belgio (Fiandre)  | 1         |
| Belgio (Vallonia) | 1         |
| Bulgaria          | 1         |
| Canada            | 2         |
| Costa Rica        | 10        |
| Croazia           | 1         |
| Danimarca         | 1         |
| Ecuador           | 6         |
| El Salvador       | 4         |
| Finlandia         | 2         |
| Francia           | 2         |
| Germania          | 1         |
| Irlanda           | 1         |
| Islanda           | 1         |
| Italia            | 8         |
| Malaysia          | 3         |
| Messico           | 2         |
| Norvegia          | 2         |
| Nuova Zelanda     | 2         |
| Paesi Bassi       | 1         |
| Polonia           | 1         |
| Portogallo        | 1         |
| Regno Unito       | 1         |
| Romania           | 22        |
| Russia            | 1         |
| Singapore         | 2         |
| Slovenia          | 1         |
| Spagna            | 3         |
| Stati Uniti       | 1         |
| Svezia            | 2         |
| Svizzera          | 1         |
| Ucraina           | 5         |
| Ungheria          | 1         |
| Classifica (2021) | Posizione |
| Australia         | 16        |
| Austria           | 17        |
| Belgio (Fiandre)  | 28        |
| Brasile           | 61        |
| Canada            | 20        |
| Croazia           | 48        |
| Danimarca         | 13        |
| Francia           | 15        |
| Germania          | 9         |
| India             | 6         |
| Irlanda           | 25        |
| Islanda           | 12        |
| Italia            | 74        |
| Norvegia          | 30        |
| Nuova Zelanda     | 25        |
| Paesi Bassi       | 42        |
| Polonia           | 83        |
| Portogallo        | 12        |
| Regno Unito       | 9         |
| Russia            | 79        |
| Spagna            | 37        |
| Stati Uniti       | 3         |
| Svezia            | 19        |
| Svizzera          | 10        |
| Ucraina           | 48        |
| Ungheria          | 23        |
| Classifica (2022) | Posizione |
| Australia         | 29        |
| Austria           | 69        |
| Brasile           | 154       |
| Danimarca         | 52        |
| Francia           | 76        |
| Germania          | 60        |
| India             | 13        |
| Islanda           | 29        |
| Lituania          | 57        |
| Regno Unito       | 44        |
| Svezia            | 76        |
| Svizzera          | 36        |
| Vietnam           | 92        |
| Classifica (2023) | Posizione |
| Australia         | 55        |
| Bielorussia       | 132       |
| Brasile           | 193       |
| Danimarca         | 95        |
| Estonia           | 136       |
| Francia           | 75        |
| India             | 11        |
| Kazakistan        | 82        |
| Paesi Bassi       | 100       |
| Portogallo        | 100       |
| Regno Unito       | 65        |
| Svizzera          | 76        |
| Classifica (2024) | Posizione |
| Australia         | 75        |
| Bielorussia       | 195       |
| Estonia           | 146       |
| Francia           | 110       |
| India             | 9         |
| Portogallo        | 152       |
| Ucraina           | 179       |

### Classifiche di fine decennio
| Classifica (2020-29) | Posizione |
| -------------------- | --------- |
| Bielorussia          | 3         |
| Kazakistan           | 72        |
| Moldavia             | 75        |
| Russia               | 4         |
| Ucraina              | 21        |

### Classifiche di fine secolo
| Classifica (2000-2024) | Posizione |
| ---------------------- | --------- |
| Stati Uniti            | 1         |

### Classifiche di tutti i tempi
| Classifica (1958-2021) | Posizione |
| ---------------------- | --------- |
| Stati Uniti            | 1         |

## Riconoscimenti
- American Music Awards[189]
  - 2020 – Candidatura al miglior video musicale
  - 2020 – Candidatura alla canzone pop/rock preferita

- Billboard Music Awards[190]
  - 2021 – Miglior canzone
  - 2021 – Miglior canzone radiofonica
  - 2021 – Miglior canzone R&B
  - 2021 – Candidatura alla canzone più acquistata
  - 2021 – Candidatura alla canzone più riprodotta

- Danish Music Awards[191]
  - 2020 – Hit internazionale dell'anno

- E! People's Choice Awards[192]
  - 2020 – Candidatura al video musicale dell'anno

- iHeartRadio Music Awards[193]
  - 2021 – Canzone dell'anno
  - 2021 – TikTok Bop of the Year
  - 2021 – Candidatura al miglior video musicale
  - 2021 – Candidatura al miglior testo

- Juno Awards[28]
  - 2021 – Singolo dell'anno

- Kids' Choice Awards[194]
  - 2021 – Candidatura alla canzone preferita

- LOS40 Music Awards
  - 2020 – Video musicale dell'anno[195]
  - 2020 – Candidatura alla miglior canzone internazionale[196]

- MTV Europe Music Awards[197]
  - 2020 – Candidatura alla miglior canzone
  - 2020 – Candidatura al miglior video

- MTV Video Music Awards[198]
  - 2020 – Video dell'anno
  - 2020 – Miglior video R&B
  - 2020 – Candidatura alla canzone dell'estate
  - 2020 – Candidatura alla miglior fotografia
  - 2020 – Candidatura alla miglior regia
  - 2020 – Candidatura al miglior video editing

- MTV Video Music Awards Japan[199]
  - 2020 – Miglior video maschile internazionale

- NRJ Music Awards[200]
  - 2020 – Candidatura al video dell'anno
  - 2020 – Candidatura alla canzone internazionale dell'anno

- Prêmios MTV MIAW[201]
  - 2020 – Candidatura alla hit globale

- Rockbjörnen[202]
  - 2020 – Candidatura alla canzone internazionale dell'anno

- Swiss Music Awards[203]
  - 2021 – Miglior hit internazionale

- UK Music Video Awards[204]
  - 2020 – Miglior video pop internazionale
  - 2020 – Candidatura alla miglior fotografia
  - 2020 – Candidatura al miglior colour grading
  - 2020 – Candidatura al miglior video dal vivo